# Badminton aux Jeux européens de 2015
Navigation
Minsk 2019
Le badminton aux Jeux européens de 2015 a lieu au Baku Sports Hall, à Bakou, en Azerbaïdjan, du 22 au 28 juin 2015. Les 5 disciplines du badminton sont au programme. Cette compétition fait office de Championnats d'Europe et décerne donc les titres de Champions d'Europe 2015.

## Médaillés
| Épreuve                           | Or                             | Argent                                 | Bronze                                               |
| --------------------------------- | ------------------------------ | -------------------------------------- | ---------------------------------------------------- |
| Simple hommes résultats détaillés | Pablo Abián                    | Emil Holst                             | Dieter Domke Kestutis Navickas                       |
| Simple dames résultats détaillés  | Line Kjærsfeldt                | Lianne Tan                             | Petya Nedelcheva Clara Azurmendi                     |
| Double hommes résultats détaillés | Mathias Boe Carsten Mogensen   | Ivan Sozonov Vladimir Ivanov           | Andreas Heinz Raphael Beck Joshua Magee Sam Magee    |
| Double dames résultats détaillés  | Gabriela Stoeva Stefani Stoeva | Evgeniya Kosetskaya Ekaterina Bolotova | Lena Gebrak Maria Helsbol Özge Bayrak Neslihan Yiğit |
| Double mixte résultats détaillés  | Sara Thygesen Niclas Nøhr      | Audrey Fontaine Gaëtan Mittelheisser   | Kira Kattenbeck Raphael Beck Chloe Magee Sam Magee   |

## Tableau des médailles
| Rang  | Nation    | Or | Argent | Bronze | Total |
| ----- | --------- | -- | ------ | ------ | ----- |
| 1     | Danemark  | 3  | 1      | 1      | 5     |
| 2     | Bulgarie  | 1  |        | 1      | 2     |
| -     | Espagne   | 1  |        | 1      | 2     |
| 4     | Russie    |    | 2      |        | 2     |
| 5     | France    |    | 1      |        | 1     |
| -     | Belgique  |    | 1      |        | 1     |
| 7     | Allemagne |    |        | 3      | 3     |
| 8     | Irlande   |    |        | 2      | 2     |
| 9     | Turquie   |    |        | 1      | 1     |
| -     | Lituanie  |    |        | 1      | 1     |
| Total | Total     | 5  | 5      | 10     | 20    |